# Are You Lost?
Are You Lost? (ソウナンですか？?, Sōnan desu ka?) è un manga scritto da Kentarō Okamoto e disegnato da Riri Sagara. Il fumetto è stato serializzato da gennaio 2017 sulla rivista a fumetti Weekly Young Magazine dell'editore Kōdansha ed è stato in seguito ristampato in cinque volumi tankōbon. Lo studio di animazione Ezo'la ha realizzato un adattamento anime, trasmesso in Giappone tra luglio e settembre 2019.

## Trama
Dopo un naufragio quattro ragazze si ritrovano su un'isola deserta. Fortunatamente fra loro c'è Homare Onishima, una ragazza che in passato, assieme al padre esploratore, ha vissuto numerose disavventure e sa come ci si deve comportare quando si lotta per la sopravvivenza. Con il suo aiuto le ragazze riusciranno ad adattarsi alla vita dell'isola, procurandosi il cibo e costruendo un rifugio di fortuna. Impareranno a pescare e a mettere trappole per catturare gli animali che poi dovranno uccidere per poterli mangiare. Durante la loro permanenza sull'isola saranno anche costrette ad affrontare situazioni estreme dove sarà in gioco la loro stessa vita, e solo il ricordo dei preziosi consigli del padre porteranno Homare a risolvere la situazione.

## Personaggi
Homare Onishima
Doppiata da: M.A.O.
Asuka Suzumori
Doppiata da: Hiyori Kōno
Mutsu Amatani
Doppiata da: Kiyono Yasuno
Shion Kujō
Doppiata da: Azumi Waki
Jōichi Onishima
Doppiata da: Akio Ōtsuka

## Media

### Manga
| Nº | Data di prima pubblicazione | Data di prima pubblicazione | Data di prima pubblicazione |
| Nº | Giapponese                  | Giapponese                  |                             |
| -- | --------------------------- | --------------------------- | --------------------------- |
| 1  | 4 agosto 2017               | ISBN 978-4-06-510070-7      |                             |
| 2  | 6 marzo 2018                | ISBN 978-4-06-510862-8      |                             |
| 3  | 5 ottobre 2018              | ISBN 978-4-06-513151-0      |                             |
| 4  | 6 marzo 2019                | ISBN 978-4-06-514802-0      |                             |
| 5  | 6 settembre 2019            | ISBN 978-4-06-516984-1      |                             |

### Anime
| Nº | Titolo italiano (traduzione letterale) Giapponese 「Kanji」 - Rōmaji | In onda           | In onda |
| Nº | Titolo italiano (traduzione letterale) Giapponese 「Kanji」 - Rōmaji | Giapponese        |         |
| 1  | Naufraghe 「漂流」 - Hyōryū                                          | 2 luglio 2019     |         |
| 2  | Il primo pasto 「初めての食事」 - Hajimete no Shokuju                | 9 luglio 2019     |         |
| 3  | Padrona dell'isola 「島のヌシ」 - Shima no Nushi                     | 16 luglio 2019    |         |
| 4  | Trappola 「トラップ」 - Torappu                                      | 23 luglio 2019    |         |
| 5  | Una strana lumaca di mare 「奇妙なサザエ」 - Kimyō na Sazae          | 30 luglio 2019    |         |
| 6  | Il primo assaggio di coniglio 「ウサギ実食」 - Usagi Jisshoku        | 6 agosto 2019     |         |
| 7  | Alla scoperta dell'isola 「島を探索」 - Shima wo Tansaku             | 13 agosto 2019    |         |
| 8  | Un'oasi? 「オアシス発見!?」 - Oashisu Hakken!?                       | 20 agosto 2019    |         |
| 9  | Il papà di Homare 「ほまれのパパ」 - Homare no Papa                  | 27 agosto 2019    |         |
| 10 | Honey Bee                                                            | 3 settembre 2019  |         |
| 11 | La salveremo a ogni costo 「絶対助ける」 - Zettai Tasukeru           | 10 settembre 2019 |         |
| 12 | Come rifornirsi di acqua 「水の補給方法」 - Mizu no Hokyū Hōhō       | 17 settembre 2019 |         |